# Asadollah Alam
Asadollah Alam, pers. اسدالله علم (ur. 1920 w Birdżandzie, zm. 13 kwietnia 1978) – irański polityk, premier Iranu w latach 1962–1964, przez wiele lat bliski współpracownik szacha Mohammada Rezy Pahlawiego.

## Życiorys
Pochodził z rodziny arystokratycznej, jednego z najbardziej wpływowych rodów w Chorasanie, nazywanej Panami Bagien. Jego ojciec Szokat-al Mulk należał do najzamożniejszych ludzi w ówczesnej Persji, od 1913 był gubernatorem Sistanu. Był on wielkim miłośnikiem kultury europejskiej. Asadollah Alam był jego jedynym synem. Ukończył średnią szkołę rolniczą w Karadżu, równocześnie kształcił się w domu, pod kierunkiem zatrudnionych przez ojca nauczycieli, poznając obyczaje europejskie i język francuski, którego uczyła go rosyjska biała emigrantka Wigornicka, znał także język angielski. Jego ojciec planował wysłać go na studia do Europy, jednak przed wyjazdem postanowił przedstawić go Rezie Szahowi Pahlawiemu. Ten stwierdził, że nie było potrzeby wyjeżdżania na studia w zakresie rolnictwa za granicę, gdyż wyższą szkołę kształcącą w tym kierunku otwarto niedawno w Teheranie. W rezultacie Asadollah Alam pozostał w kraju; Reza Szah Pahlawi w 1938 zaaranżował również jego małżeństwo z Malek-Taj Ghawam, również potomkinią jednego z arystokratycznych rodów irańskich.
Asadollah Alam regularnie pojawiał się na dworze szacha i zaprzyjaźnił się z następcą tronu Mohammadem Rezą. Nie planował kariery politycznej, zamierzał utrzymywać się z rodzinnego majątku ziemskiego. Jednak w 1943 premier Ahmad Ghawam, spokrewniony z jego żoną, mianował go gubernatorem Sistanu i Beludżystanu, na stanowisko piastowane przez wiele lat przed jego ojca (zmarłego w 1943). Jako gubernator Alam zyskał zaufanie młodego szacha Mohammada Rezy Pahlawiego, gdyż to jemu, a nie premierowi, przesyłał swoje raporty dotyczące sytuacji w zarządzanej prowincji. W 1946 szach nakazał nowemu premierowi Mohammadowi Sa'edowi powołanie Alama do swojego gabinetu. Tym samym gubernator Sistanu i Beludżystanu stał się najmłodszym w dotychczasowej historii Iranu ministrem. Mohammad Sa'ed mianował go początkowo ministrem spraw wewnętrznych, gdyż, jak twierdził we wspomnieniach, był przekonany, że mianuje na to stanowisko ojca Alam; nie zdawał sobie sprawy, że nie żył on od kilku lat. Dowiedziawszy się, że w rzeczywistości Mohammad Reza Pahlawi protegował jego niedoświadczonego syna, premier przesunął go do mniej prestiżowego ministerstwa rolnictwa. Jako przyjaciel i protegowany szacha Alam wchodził do kolejnych kilku rządów (żaden nie utrzymał się długo), nawet wówczas, gdy premierzy wyrażali wątpliwości co do jego osoby. W 1951 Mohammad Reza Pahlawi wymusił na premierze Hadż Alim Razmarze powierzenie Alamowi jednej z tek ministerialnych. 7 marca tego samego roku premier został zamordowany, gdy udawał się w towarzystwie Alama na piątkową modlitwę w meczecie. Ministra podejrzewano o współudział w zorganizowaniu zamachu, tym bardziej, że Razmara nie chciał tego dnia udawać się do meczetu i właśnie Alam przekonał go, by jednak to uczynił. Szach nadal jednak mu ufał i powierzył mu zarządzanie majątkami ziemskimi Pahlawich. Gdy premierem Iranu został Mohammad Mosaddegh, zażądał od Alama, by wyjechał do rodzinnej posiadłości w Birdżandzie i zrezygnował z aktywności politycznej, obiecując mu w zamian nietykalność. Tak też się stało. Asadollah Alam nie odegrał żadnej roli podczas obalenia Mosaddegha.
Po zamachu stanu w sierpniu 1953 szach przywrócił Alama do funkcji zarządcy majątku Pahlawich. Gdy w 1955 monarcha wymusił na premierze Fazlollahu Zahedim dymisję, mianował Alama ministrem spraw wewnętrznych w rządzie Alego Aminiego. Do końca dekady Alam zaliczał się do najważniejszych polityków w otoczeniu Mohammada Rezy Pahlawiego. Gdy ten w 1957 postanowił wdrożyć w Iranie kontrolowany system wielopartyjny, wyznaczył go na przewodniczącego Partii Ludowej, która w jego założeniach miała pełnić funkcję ciągłej opozycji, nie kwestionującej jednak podstawowych założeń systemu. Po pewnym czasie Alam zrezygnował jednak z tych obowiązków. W drugiej połowie lat 50. Alam nawiązał pewne kontakty ze świecką opozycją, początkowo nielegalną. Gdy w 1961 premier Ali Amini zalegalizował opozycyjny świecki Front Narodowy, Alam spotykał się z jego przedstawicielami, a nawet sugerował, by jeden z nich został wychowawcą urodzonego niedawno następcy tronu.

### Premier Iranu
W lipcu 1962 szach doprowadził do dymisji Alego Aminiego i mianował nowym premierem Asadollaha Alama, który był wobec niego całkowicie lojalny. Alam zapewnił również Amerykanów, że utrzyma prozachodni i proamerykański kurs polityczny, a z amerykańską ambasadą będzie konsultował najważniejsze podejmowane decyzje. Alam kontynuował reformę rolną rozpoczętą przez poprzednika, chociaż złagodził niektóre jej postanowienia i usunął z rządu ministra rolnictwa Hasana Arsandżaniego, którego uznał za zbyt radykalnego. W 1963 stłumił zamieszki antyrządowe na wsi.
Alam w porozumieniu z szachem podjął prace nad reformą prawa wyborczego, dającą prawo głosu kobietom. Zamierzał także doprowadzić do wycofania z prawa irańskiego obowiązku składania przysięgi na Koran przez obejmujących urzędy państwowe - w jego projekcie można było zastąpić go świętą księgą innej religii uznawanej przez państwo. Obydwie propozycje zmian zostały gwałtownie oprotestowane przez duchowieństwo szyickie. Doszło do kolejnego wystąpienia antyrządowego, które również zostało stłumione. Alam wprowadził w kraju stan wyjątkowy, nakazał wojsku tłumienie demonstracji, podczas pacyfikacji żołnierze zabili kilkaset osób. Szach podziękował premierowi za zdecydowane działanie. Pacyfikacja wystąpienia zainicjowanego przez duchowieństwo fałszywie przekonała Alama, że przestało się ono liczyć w Iranie jako siła społeczna.
Chociaż Alam odegrał znaczącą rolę w utrzymywaniu monarchii Pahlawich, po kryzysie r. 1963 szach postanowił usunąć go ze stanowiska. Ostatecznie Alam, rozgoryczony, sam zrezygnował wiosną roku następnego.

### Dalsza działalność
Dziesięć dni po dymisji Asadollah Alam otrzymał nominację na kanclerza Uniwersytetu Pahlawijskiego w Teheranie, z którego szach pragnął uczynić krajowe centrum nauki. Dzięki wieloletniej przyjaźni z szachem, mimo okoliczności, w których zakończył kierowanie rządem, uzyskał od Mohammada Rezy Pahlawiego znaczące sumy na rozwój uczelni. W grudniu 1966 szach mianował go ministrem dworu. Wobec faktu, że urzędujący rząd składał się z protegowanych monarchy, który sam skupił w swoich rękach władzę autorytarną, stanowisko to, w najbliższym jego otoczeniu, oznaczało ogromny wpływ na politykę państwową. Alam pozostał na stanowisku przez jedenaście lat. Bez powodzenia starał się przekonać szacha do demokratyzacji kraju - Mohammad Reza Pahlawi zamiast tego sprawował władzę w coraz bardziej autokratyczny sposób.
W 1968 otrzymał Order Odrodzenia Polski I klasy.
W 1977, gdy Alam przebywał w Europie na leczeniu (zdiagnozowano u niego raka) dowiedział się, że szach postanowił zastąpić go na stanowisku ministra dworu dotychczasowym premierem Amirem Abbasem Howejdą, z którym Alam i popierająca go frakcja od lat rywalizowała o wpływy na dworze. Kilka miesięcy później Alam zmarł na białaczkę.
Autor wspomnień, które spisywał regularnie przez ostatnie dziesięć lat życia.